# Eritreansk-etiopiska kriget
Eritreansk-etiopiska kriget var ett krig mellan Eritrea och Etiopien mellan 1998 och 2000. Orsaken till kriget var en gränskonflikt mellan det då självständiga Eritrea och Etiopien, motsättningar från inbördeskriget som slutade 1991 var en bidragande orsak.

## Bakgrund
1950 bestämde den internationella samarbetsorganisationen FN att den före detta italienska kolonin Eritrea skulle ingå i en federation med Etiopien. De två staterna skulle ha lika status inom federationen, undantaget att Etiopien skulle ansvara för försvarsmakt och utrikespolitik. Den av FN och USA framarbetade federationen kom att tyngas av stora inre motsättningar när Eritrea, dåtidens ekonomiskt och politiskt mest utvecklade del av Afrika söder om Sahara, skulle samsas med det feodala kejsardömet Etiopien. 
Båda parter fann situationen ohållbar. Eritreanska partier och fackföreningar demonstrerade under hela femtiotalet mot Etiopiens kränkningar av den federala konstitutionen, bland annat förbjöds den eritreanska flaggan, Etiopien började beskatta eritreaner, Etiopien stoppade inkomsterna från de eritreanska hamnarna i egen ficka, och användandet av eritreanska språk inskränktes till förmån för det etiopiska huvudspråket amhariska. 
Kejsaren av Etiopien, Haile Selassie, svarade på protesterna med att 1962 helt sonika annektera Eritrea för att införliva det i Etiopien som en provins. 
Redan 1961 utbröt en väpnad revolt i Eritrea mot de etiopiska kränkningarna. Detta blev upptakten på Eritreas trettio år långa befrielsekrig som varade till maj 1991. Det längsta kriget i afrikansk historia. 
Drygt 65 000 eritreanska soldater stupade och ytterligare tiotusentals civila dog. Uppoffringen var enorm för ett land med 3,5 miljoner invånare. Antalet stupade och skadade etiopiska soldater är okänt men uppskattningsvis rörde det sig om flera hundra tusen.

## Kriget
1998 accelererade osämjan mellan de båda staterna. I området runt orten Badme blossade strider upp under våren mellan beväpnade styrkor från båda sidor. Detta ledde till att Eritrea och Etiopien ökade sin militära närvaro i området. Senare under året stegrades konflikten till ett fullskaligt krig på flera fronter, med flygattacker långt bakom fronten från båda sidor. Kriget utvecklade sig till ett skyttegravskrig.
I en offensiv i februari 1999 intog etiopiska styrkor Badme. I maj 2000 utförde Etiopien en stor offensiv över gränsfloden Mereb, längre österut på den mittersta fronten retirerade eritreanska styrkor inåt landet. Följden blev att stora delar av Eritrea ockuperades av Etiopien. Parterna enades om vapenvila. I december 2000 ingick de ett fredsavtal i Alger.
I kriget dog uppskattningsvis minst 100 000 soldater. 19 000 eritreanska soldater och ett okänt antal etiopiska, Etiopien har vägrat gå ut med några officiella siffror. Utöver detta invaderande Etiopien en fjärdedel av Eritrea, ödelade stora delar av Eritreas infrastruktur och gjorde mer än 500 000 civila eritreaner hemlösa. 
FN och USA lyckades till slut få igenom vapenstillestånd och fick de båda länderna att skriva på ett fredsavtal. Där bestämdes att FN-trupper skulle patrullera runt den etiopisk-eritreanska gränsen, i en 25 km bred avmilitariserad zon som upprättats på den eritreanska sidan av gränsen, och att Badme tillhörde Eritrea, samt att Etiopien skulle betala skadestånd för invasionen. 
Etiopien har vägrat återlämna de tidigare omstridda områdena, trots att de av Internationella skiljedomstolen i Haag har fastställts tillhöra Eritrea, och fortsatte ockupera till exempel Badme.
Med hjälp av FN lyckades man till slut åstadkomma ett vapenstillestånd mellan de två parterna och ett fredsfördrag undertecknades år 2000.
Enligt fördraget från 2000 går Eritrea med på att låta FN-trupper (UNMEE) patrullera en 25 km bred buffertzon innanför Eritrea (längs hela gränsen) medan bägge länderna går med på att lämna över tvisten till den Internationella skiljedomstolen i Haag och lyda dess dom oavsett vad det blir. [källa behövs]
Den 13 april 2002 kom så beslutet om var gränsen ska ligga. Staden Badme kom att ligga inom Eritrea enligt beslutets projicering över satellitbilder på området (trots att staden inte markerats på skiljedomstolens karta). 
Detta har Etiopien protesterat emot sedan dess, medan Eritrea accepterat domen fullt ut. Etiopien fortsätter att ockupera de omstridda områdena medan FN:s trupper ännu patrullerar buffertzonen i Eritrea.
Sommaren 2018 inledde Eritrea och Etiopien direkta överläggningar för att nå ett fredsavtal. Detta sågs allmänt som ett avslutande på den över två decennier långa konflikten länderna emellan.